# テキサス郡 (オクラホマ州)
テキサス郡（英: Texas County）は、アメリカ合衆国オクラホマ州の西部に位置する郡である。2010年国勢調査での人口は20,640人であり、2000年の20,107人から2.7%増加した。郡庁所在地はガイモン市（人口11,442人）であり、同郡で人口最大の都市でもある。

## 歴史
テキサス郡はオクラホマが州に昇格した1907年11月16日に、旧ビーバー郡が3分割されその中央部分に形成された。郡の設立が1907年のオクラホマ州憲法制定会議で承認されたとき、郡域全体が1850年にテキサス州からアメリカ合衆国に譲渡された地域に入っていたので、テキサス郡と名付けられた。1850年から1890年まで、この領域は如何なる州にも入らず、測量も行われず、郡区など小区分に分けられることもなかった。1890年から1907年はオクラホマ州ビーバー郡の一部だった。

## 地理
アメリカ合衆国国勢調査局に拠れば、郡域全面積は2,049平方マイル (5,306 km2)であり、このうち陸地は2,037平方マイル (5,276 km2)、水域は12平方マイル (30 km2)で水域率は0.57%である。

### 主要高規格道路
- アメリカ国道54号線
- アメリカ国道56号線
- アメリカ国道64号線
- アメリカ国道412号線
- オクラホマ州道3号線
- オクラホマ州道94号線
- オクラホマ州道95号線
- オクラホマ州道136号線

### 空港
ガイモン空港はガイモン市が所有する公共用途空港であり、市の中心事業街の西2海里 (3.7 km) に位置している。

### 隣接する郡
- スティーブンズ郡 (カンザス州) - 北
- スワード郡 (カンザス州) - 北東
- ビーバー郡 - 東
- オチルツリー郡 (テキサス州) - 南東
- ハンスフォード郡 (テキサス州) - 南
- シャーマン郡 (テキサス州) - 南西
- ダラム郡 (テキサス州) - 南西
- シマロン郡 - 西
- モートン郡 (カンザス州) - 北西

テキサス郡は隣接する州と同じ名前を持っている。このような郡はアメリカ合衆国内に4郡しかない（他にはカリフォルニア州ネバダ郡、ペンシルベニア州デラウェア郡、ウェストバージニア州オハイオ郡）。

### 国立保護地域
- オプティマ国立野生生物保護区

## 人口動態
以下は2000年の国勢調査による人口統計データである。
| 基礎データ - 人口: 20,107人 - 世帯数: 7,153 世帯 - 家族数: 5,250 家族 - 人口密度: 4人/km2（10人/mi2） - 住居数: 8,014軒 - 住居密度: 2軒/km2（4軒/mi2） 人種別人口構成 - 白人: 76.73% - アフリカン・アメリカン: 0.71% - ネイティブ・アメリカン: 1.24% - アジア人: 0.56% - 太平洋諸島系: 0.10% - その他の人種: 18.11% - 混血: 2.55% - ヒスパニック・ラテン系: 29.86% 年齢別人口構成 - 18歳未満: 28.8% - 18-24歳: 12.7% - 25-44歳: 29.1% - 45-64歳: 19.2% - 65歳以上: 10.2% - 年齢の中央値: 30歳 - 性比（女性100人あたり男性の人口） - 総人口: 105.9 - 18歳以上: 106.9 | 世帯と家族（対世帯数） - 18歳未満の子供がいる: 39.0% - 結婚・同居している夫婦: 61.5% - 未婚・離婚・死別女性が世帯主: 7.5% - 非家族世帯: 26.6% - 単身世帯: 21.2% - 65歳以上の老人1人暮らし: 8.2% - 平均構成人数 - 世帯: 2.75人 - 家族: 3.19人 収入と家計 - 収入の中央値 - 世帯: 35,872米ドル - 家族: 42,226米ドル - 性別 - 男性: 26,991米ドル - 女性: 20,404米ドル - 人口1人あたり収入: 15,692米ドル - 貧困線以下 - 対人口: 14.1% - 対家族数: 10.2% - 18歳未満: 17.8% - 65歳以上: 7.4% |

## 都市と町

### 法人化された都市
- ガイモン - 郡庁所在地
- フッカー

### 町
- グッドウェル
- ハーデスティ
- オプティマ
- テクスホマ
- タイロン

### その他の町
- アダムズ
- ベイカー
- エバ
- ヒュー